# Carrer de Pau Coll (Talarn)
El Carrer de Pau Coll és una obra amb elements barrocs de Talarn (Pallars Jussà) inclosa a l'Inventari del Patrimoni Arquitectònic de Catalunya.

## Descripció
Carrer principal de la vila, format per l'agrupació de cases nobles entre mitgeres adossades a la muralla. Les edificacions, de quatre plantes d'alçada, tenen portals adovellats i ràfec o voladís molt sortit. El carrer s'adapta al terreny i estava pavimentat amb empedrat de lloses i pedres que facilitaven l'accés del bestiar. Actualment forma part del conjunt medieval-barroc amb l'eix definit per les dues portes de la muralla, estant annex a la plaça municipal.

## Història
Les muralles daten del segle xiv. La casa palau del baró d'Eroles i el convent de la Sagrada Família són del segle xix, però resten edificis amb escuts del segle xvii, que és de l'època d'esplendor de la vila.